# Кобза Іван Іванович
Іван Іванович Кобза (1874, Павлоград — †1928, Соловки) — український громадський та військовий діяч доби І визвільних змагань. Учасник російсько-японської, І Світової та Радянсько-української воєн.

## Дореволюційні роки
Народився 29 липня 1874 р. в м.Павлоград Катеринославської губернії. Після закінчення 2-класної школи Павлоградського земства вступив на навчання до Санкт-Петербурзького політехнічного інституту.
З 1899 р. на військовій службі. Служив у Варшаві у Лейб-гвардії Санкт-Петербурзького полку. Захоплюється соціалістичними ідеями, через що потрапляє під нагляд поліції, а в 1901 р. — у заслання.
У 1904 р. засланець І.Кобза йде добровольцем на фронт. Успішно бере участь у військових діях, демобілізується у чині прапорщика.
У 1906 р. закінчує Катеринославське реальне училище. Вступає до Московського комерційного інституту, який закінчує у 1911 р.
Закінчивши навчання, переїжджає до Харкова, де очолює підприємство з будівництва ліфтів.

## І Світова війна і Визвольні змагання
З початком І Світової війни підпадає під мобілізацію. Служить начальником автоколони штабу 34-го армійського корпусу. У 1917 р. стає одним з ініціаторів українізації підрозділу і перетворення його на 1-й український корпус.
Після видання Центральною Радою закону про створення частин Вільного козацтва у жовтні 1917 р. лишає корпус і у листопаді 1917 р. починає формувати вільнокозацькі підрозділи на Харківщині. Навесні 1918 р. І.Кобза — отаман Вільного козацтва Харківщини.
За гетьманату займався громадською діяльністю.
У листопаді 1918 р. з вільних козаків Харківщини — прихильників Директорії І.Кобза сформував Харківський Слобідський Кіш, що став одним з найбоєздатніших підрозділів Запорізького корпусу армії УНР. І. Кобза є незмінним командиром кошу до самого його розформування у червні 1919 р.
Був довіреною особою Головного отамана військ УНР Симона Петлюри, виконувач цілого ряду його особистих доручень.
У 1920 р. під час перебування Директорії УНР в Кам'янці-Подільському був обраний міським головою. З відступом українських армій за Збруч опиняється на території Польщі.

## Повернення на Україну
Після проголошення радянським урядом амністії для офіцерів і солдатів українських армій у 1922 р. І.Кобза повертається до Харкова. У 1922—1928 рр. викладає у Харківському Технологічному інституті.
3 березня 1928 р. був заарештований ГПУ і висланий на Соловки. Протягом року І.Кобза був розстріляний за нез'ясованих обставин.

## Вшанування пам'яті
У місті Павлоград вулицю Миколи Шутя перейменували на вулицю Івана Кобзи.